# عقد كلتية

أحد الأشكال الأساسية للغاية من العقد الكلتية

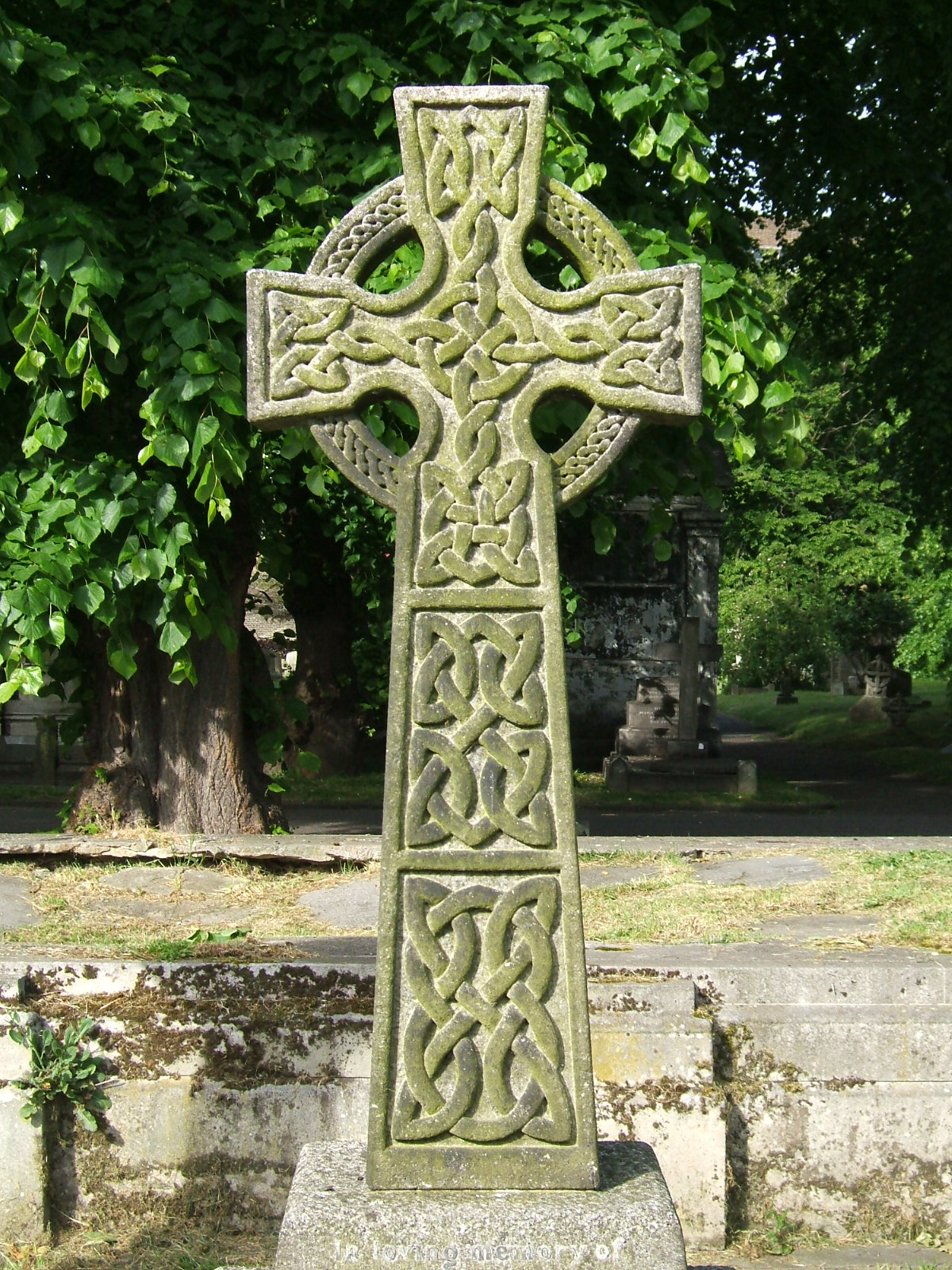
الصلبان الحجرية الكلتية، هي مصدر رئيسي للمعرفة فيما يتعلق بتصميم العقد الكلتية.

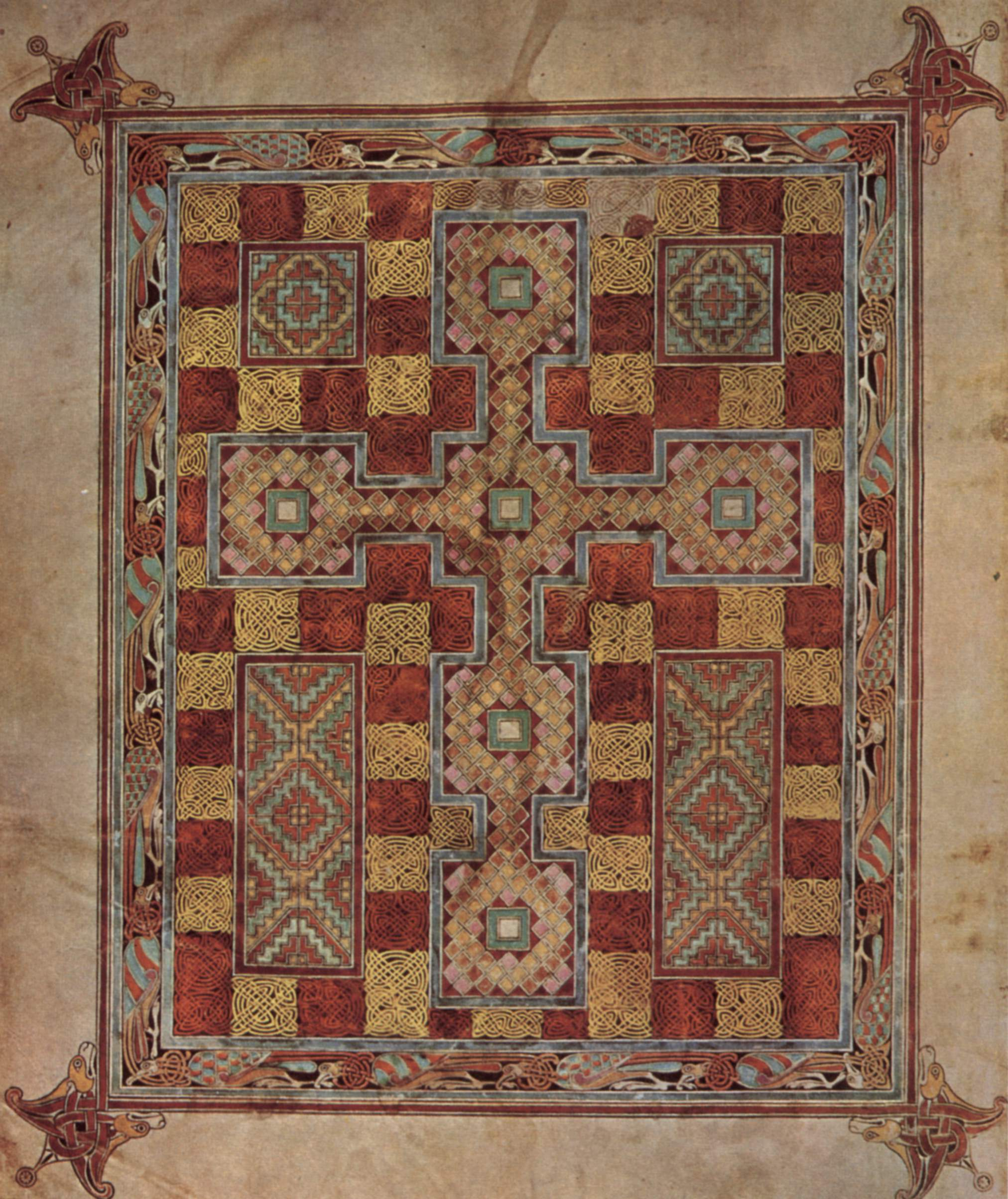
صفحة سجادة من أناجيل ليندسفارن، تعرض تفاصيل الأعمال اليدوية.

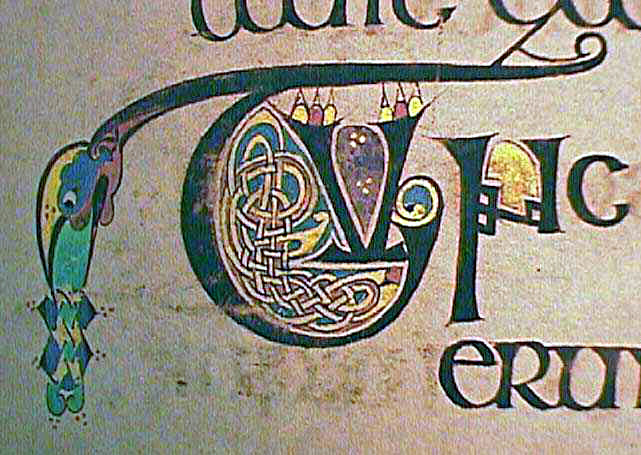
تحتوي جميع أوراق كتاب كيلز تقريبًا على زخارف صغيرة مثل هذه الزخرفة الأولية المزينة.

العقد الكلتية هي مجموعة متنوعة من العقد والتمثيلات الرسومية المنمقة تستخدم للزخرفة في الكتب والمخطوطات، وتستخدم على نطاق واسع في الأسلوب الكلتي للفن الجزيري . تشتهر هذه العقدة بتكييفها لاستخدامها في زخرفة الآثار والمخطوطات المسيحية، مثل أناجيل سانت تيلو في القرن الثامن عشر، وكتاب كيلز وأناجيل ليندسفارن . معظمها عقد لا نهاية لها.

## روابط خارجية
- ارسم قائمة عقدة سلتيك الخاصة بك قائمة شاملة من الروابط لكل من دروس knotwork وببليوغرافيا knotwork
- Celtic Interlace - An Overview by Stephen Walker ، مستنسخ بإذن من مجلة Dalriada ، 2000
- سلتيك عقدة مولد أون لاين مصمم عقدة سلتيك يستخدم محرف عقدة .
- http://www.hypknotix.com تم إنشاء عقدة سلتيك بطريقة حسابية.